# ORP Gen. T. Kościuszko

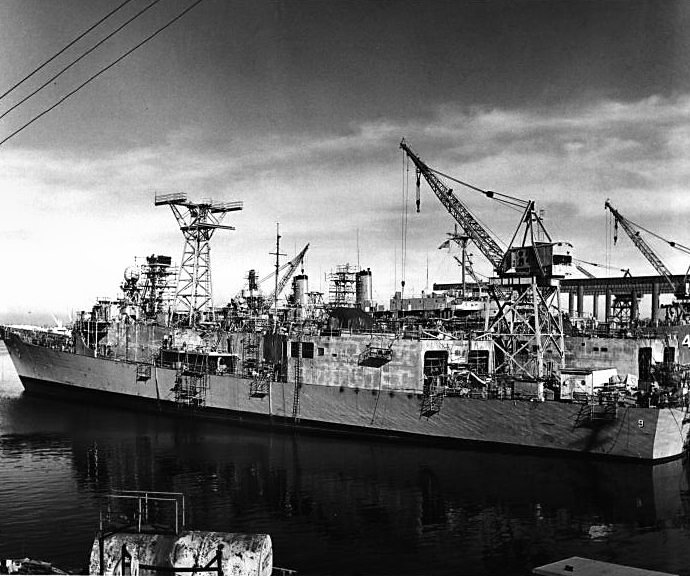
Ukończony w 75% USS „Wadsworth” (FFG-9) w stoczni Todd Pacific w lutym 1979 roku

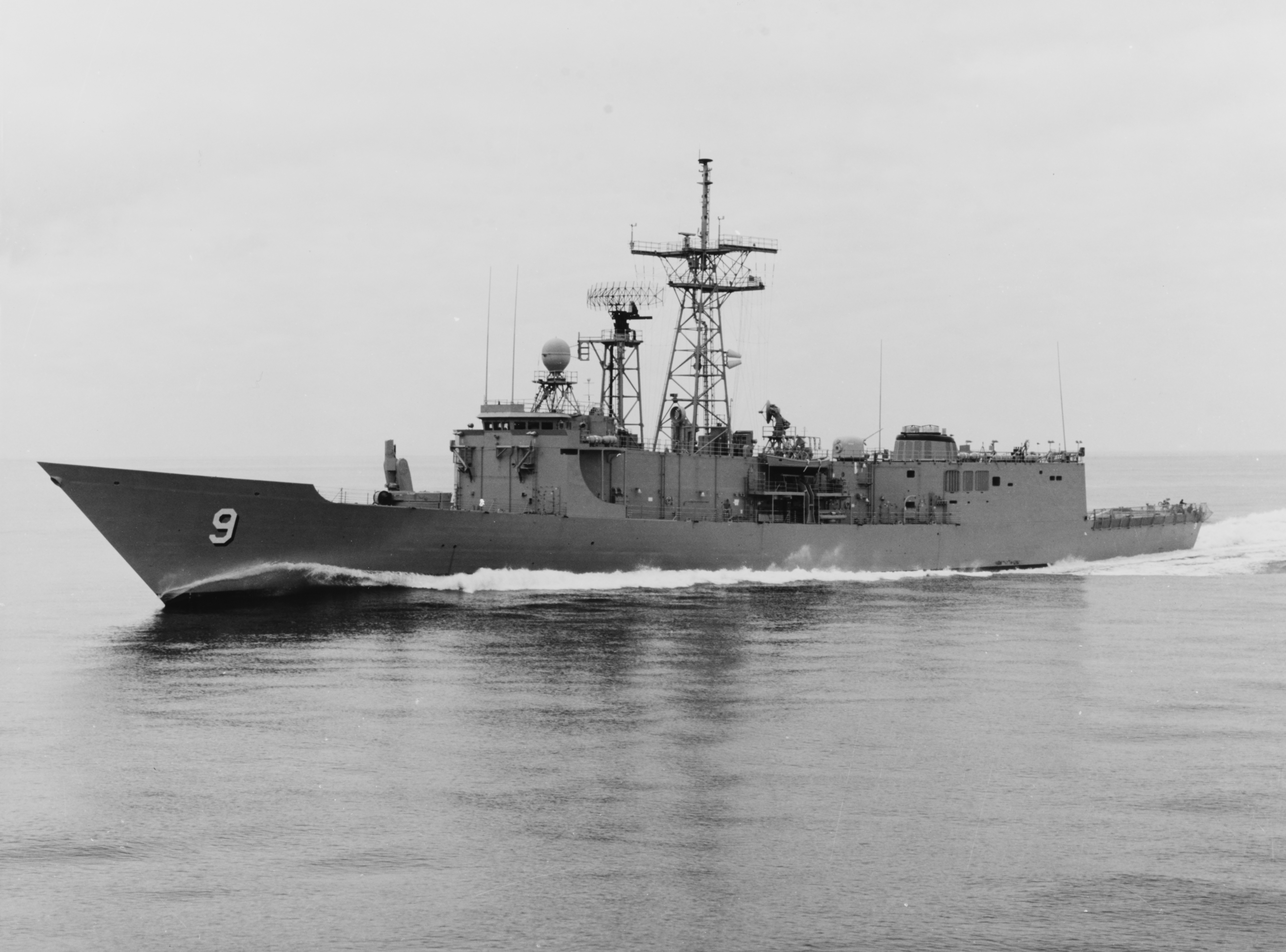
USS „Wadsworth” podczas prób morskich na Oceanie Spokojnym w 1979 roku

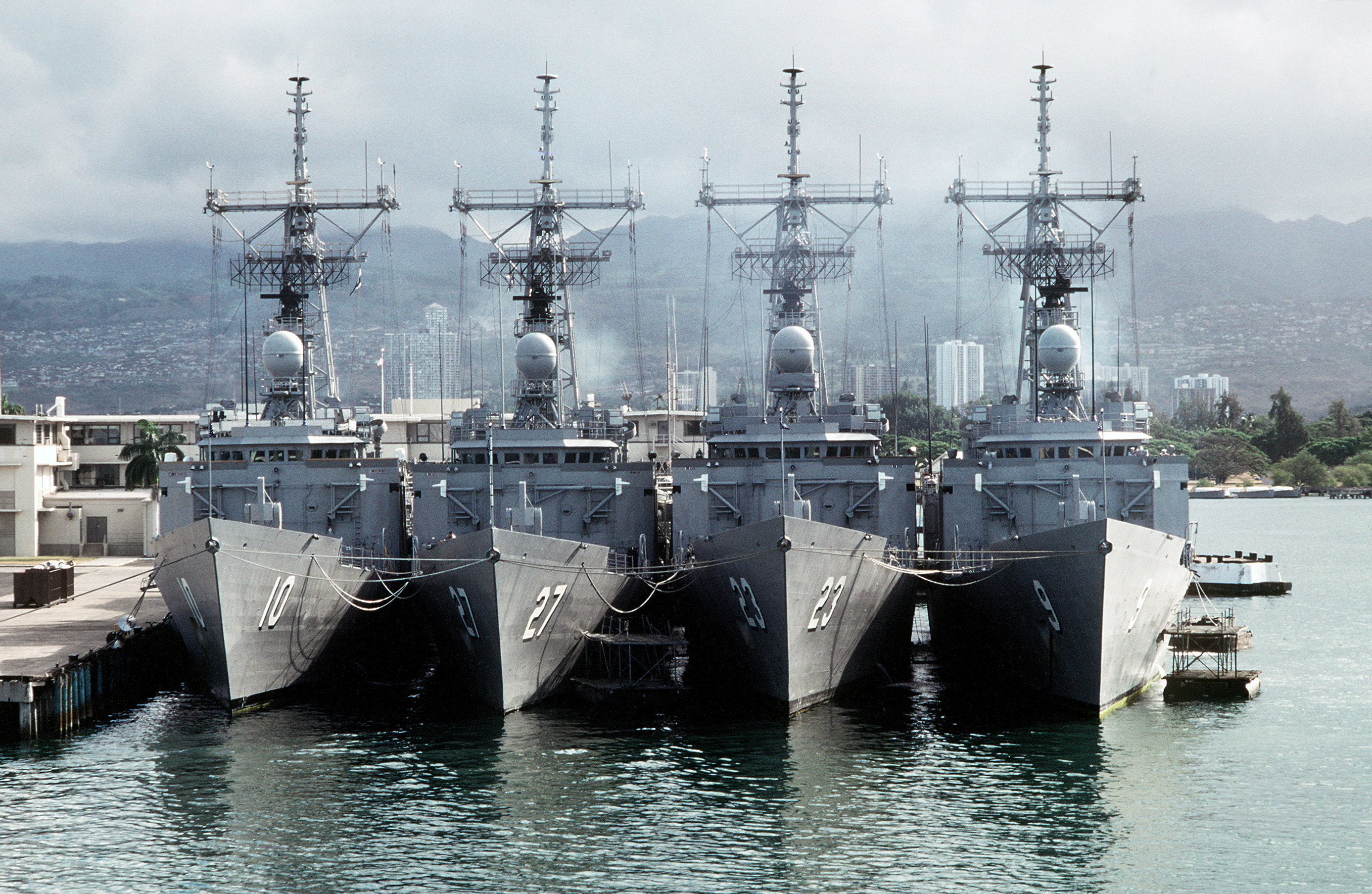
„Wadsworth” (pierwszy od prawej) wraz z bliźniaczymi okrętami (kolejno od lewej) USS „Duncan” (FFG-10), USS „Mahlon S. Tisdale” (FFG-27) i USS „Lewis B. Puller” (FFG-23) w porcie podczas ćwiczeń RIMPAC 88 (1988)

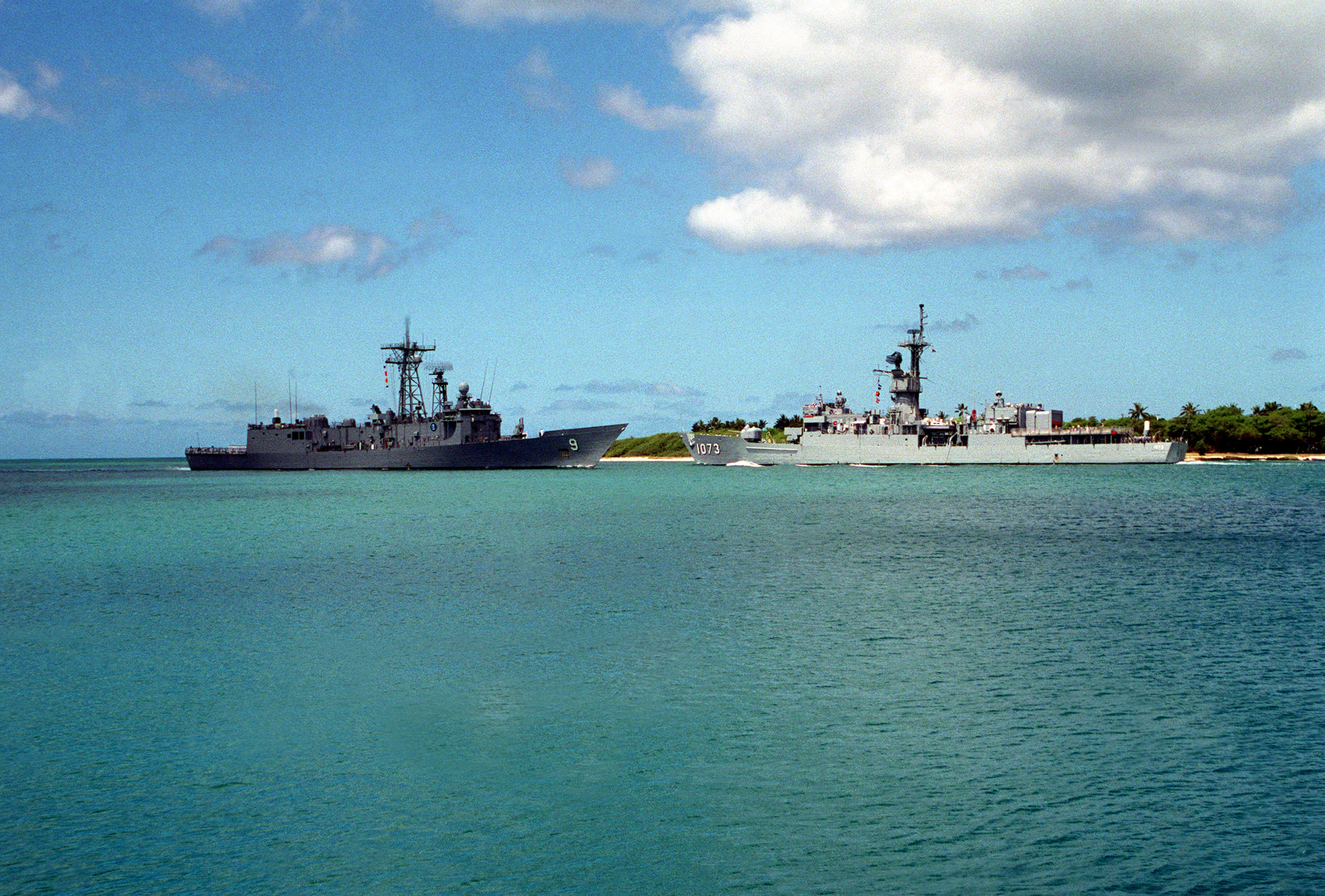
USS „Wadsworth” (po lewej) wraz z fregatą USS „Robert E. Peary” (FF-1073) w porcie w Pearl Harbor (1991)

ORP Gen. T. Kościuszko (273) – fregata rakietowa typu Oliver Hazard Perry polskiej Marynarki Wojennej, była amerykańska USS „Wadsworth” (FFG-9). Okręt został zbudowany w latach 1977–1980 w stoczni Todd Pacific i 2 kwietnia 1980 roku wszedł do służby w amerykańskiej marynarce wojennej. Został z niej wycofany 28 czerwca 2002 roku i tego samego dnia podniósł polską banderę w bazie morskiej San Diego w Kalifornii, jako dar rządu Stanów Zjednoczonych. Okręt wszedł w skład 3. Flotylli Okrętów. Służył kolejno w 31 Dywizjonie Okrętów Rakietowych w latach 2002–2004, Dywizjonie Okrętów Zwalczania Okrętów Podwodnych w latach 2004–2010 i Dywizjonie Okrętów Bojowych, w którego siłach znajduje się od 2011 roku.
ORP „Gen. T. Kościuszko” jest fregatą rakietową, do której głównych zadań należą: poszukiwanie, wykrywanie i zwalczanie okrętów podwodnych, zwalczanie celów powietrznych i nawodnych oraz ochrona morskich szlaków komunikacyjnych i prowadzenie operacji antyterrorystycznych.

## Budowa
Konstrukcja okrętu odpowiada przyjętemu przez marynarkę amerykańską założeniu produkcji tanich jednostek (co miało umożliwić ich masową produkcję) zwalczania okrętów podwodnych (ZOP) o wysokiej dzielności morskiej. Podstawową rolą tych okrętów miało być zwalczanie radzieckich okrętów podwodnych, w ograniczonym zakresie wypełniać także miały zadania związane z obroną przeciwlotniczą desantów, grup zaopatrzeniowych i konwojów morskich, dysponować miały także zdolnością zwalczania nawodnych celów morskich. Ich rolą nie miało być jednak towarzyszenie zespołom okrętów nawodnych ani też zapewnianie eskorty grupom lotniskowcowym w trakcie wojny.
Kontrakt na budowę okrętu o numerze kadłuba FFG-9 zawarto ze stocznią Todd Pacific 27 lutego 1976 roku, zaś stępkę położono w stoczni San Pedro 13 lipca 1977 roku. Jednostkę zwodowano 29 lipca 1978 roku. Okręt nazwano imieniem komodora Alexandra S. Wadswortha (1790–1851) .

## Konstrukcja i wyposażenie
Kadłub okrętu mierzy 135,6 metra długości całkowitej, a 125,9 metra na linii wodnej, największa szerokość okrętu sięga 13,7 metra, zanurzenie samego kadłuba wynosi 5,8 metra, zaś z opływnikiem sonaru zanurzenie wynosi 7,5 metra. Jednostka o wyporności 3450 ton standardowych ma 3950 ton wyporności pełnej. Okręt napędzany jest przez siłownię, wyposażoną w dwie turbiny gazowe General Electric LM2500 zapewniające moc wyjściową 41 000 KM dla jednego wału napędowego, przenoszącego napęd na pięciołopatową śrubę. Tak skonfigurowana siłownia nominalnie zapewnia prędkość 29 węzłów. Okręt wyposażony jest także w system napędu pomocniczego w postaci dwóch wysuwanych elektrycznych pędników ABB o mocy łącznej 720 KM. Napęd pomocniczy okrętu używany jest do precyzyjnych manewrów jednostki, zdolny jest jednakże do zapewnienia okrętowi możliwości powrotu do portu z prędkością 5 węzłów, w razie awarii napędu głównego. System napędowo-energetyczny okrętu uzupełniany jest przez cztery generatory elektryczne Diesla o mocy 1000 kW każdy. Okręt posiada dwa równoległe hangary o długości 12,5 metra i szerokości 4,5 metra, w których bazować mogą dwa śmigłowce SH-2.

### Wyposażenie elektroniczne
W trakcie budowy jednostek typu Oliver Hazard Perry korporacja Sperry zaproponowała marynarce oraz Kongresowi wyposażenie późniejszych jednostek tego typu w radar ze skanowaniem fazowym, a następnej kolejności wyposażenie w tego typu radar również wcześniejszych jednostek, do których zaliczał się USS „Wadsworth”. US Navy uznała jednak, że zaproponowany koszt instalacji takich radarów za zbyt wysoki. Okręt wyposażony jest więc w cyfrowy, dwuwspółrzędny radar obserwacji przestrzeni powietrznej dalekiego zasięgu AN/SPS-49(V)4 (zasięg około 480 kilometrów) oraz radar obserwacji powierzchni (dozoru nawodnego) AN/SPS-55. Według niektórych publikacji, radar jest w wersji AN/SPS-49(V)5.
Jednostka wyposażona została także w umieszczony w kilu i dziobie sonar SQS-56, z uwagi jednak na stosunkowo ograniczone możliwości tego modelu sonaru w zakresie wykrywania okrętów podwodnych, okręt zmuszony jest polegać w głównej mierze na znacznie bardziej efektywnym, pasywnym sonarze holowanym SQR-19 TACTAS. Dane z sonarów przetwarzane są przez system walki podwodnej AN/SQQ-89 ASW Integration System. W polskiej służbie, sonary zostały po 2003 roku zmodernizowane przez Politechnikę Gdańską do wersji SQS-56PG i SQR-19PG, otrzymując systemy cyfrowej obróbki dźwięku i nowoczesne wyświetlacze.
W celu zwiększenia przeżywalności okrętu w walce, zdecydowano się zmniejszyć skuteczną powierzchnię odbicia (radar cross section), dlatego FFG-11 został wyposażony w system przeciwdziałania AN/SLQ-32 – przeznaczony do walki elektronicznej. W przeciwieństwie do niektórych innych okrętów tego typu, FFG-9 nigdy nie otrzymał systemu Sidekick ECM, umożliwiającego pasywnemu układowi SLQ-32(V)2, w który wyposażona jest jednostka, przeciwdziałanie aktywne. Dodatkowo okręt wyposażono w system zakłócania Mk 36 SR-BOC, który współpracuje z czterema wyrzutniami celów pozornych Mk 137 Mod 1 (zakłócającymi w podczerwieni i paśmie radiolokacyjnym) oraz holowaną pułapkę przeciwtorpedową SLQ-25 Nixie.
Jednostka wyposażona jest w system kierowania ogniem Mk 92 Fire Control System Mod 4, który współdziała z systemem Mk 53 CAS (ang. Combined Antenna System) oraz radarem kierowania ogniem Mk 54 STIR (ang. Separate Track Illuminating Radar). W wypadku awarii systemu Mk 92 bądź też zakłóceń jego pracy, możliwe jest dalsze prowadzenia ognia, za pośrednictwem dwóch kolumienek celowniczych Mk 24.

### Uzbrojenie
W chwili budowy, wszystkie jednostki typu Oliver Hazard Perry otrzymały wyrzutnię pocisków rakietowych Mk 13 Mod 4 z pojedynczą prowadnicą przeznaczoną do wystrzeliwania pocisków przeciwlotniczych RIM-66 Standard SM-1MR oraz przeciwokrętowych RGM-84 Harpoon. Wyposażony w system automatycznego ładowania wyrzutni wbudowany w okręt magazyn amunicji mieści maksymalnie 40 pocisków: 36 przeciwlotniczych pocisków Standard oraz cztery pociski przeciwokrętowe RGM-84 Harpoon.
Uzbrojenie artyleryjskie FFG-11 stanowiła armata uniwersalna Mk 75 L/62 kalibru 76 mm (armata ta stanowi amerykańską odmianę produkowanej na licencji, włoskiej armaty OTO Melara Compact) o szybkostrzelności do 100 strzałów na minutę, służąca do zwalczania celów naziemnych i nawodnych (zasięg do 8 km) oraz powietrznych (zasięg 5 km). Okręt posiadał także pojedynczy zestaw obrony bezpośredniej Vulcan Phalanx Mk 15, w skład którego wchodzi armata sześciolufowa kalibru 20 mm o szybkostrzelności 3000 strzałów na minutę. Jako okręt zwalczania okrętów podwodnych, jednostka otrzymała także dwie potrójne wyrzutnie wyrzutnie torpedowe Mk 32 Mod 7. Podstawowe uzbrojenie przeciwpodwodne stanowiły torpedy lekkie ZOP Mk 46 kalibru 324 mm. Torpeda Mk 46 stanowi podstawową amerykańską torpedę przeciwpodwodną od połowy lat 60. XX wieku, i do dziś jest głównym środkiem zwalczania okrętów podwodnych w wielu państwach świata (w tym w Stanach Zjednoczonych). Wyposażona w głowicę bojową zawierającą 45 kilogramów PBXN-103 (ekwiwalent 83 kg TNT) oraz aktywno-pasywny akustyczny system naprowadzania przystosowany zarówno do działania w wodach oceanicznych, jak i wodach płytkich. Napęd tej torpedy stanowi silnik tłokowy napędzający dwie śruby przeciwbieżne. Układ taki zapewnia prędkość maksymalną 45 węzłów na dystansie 7,5 kilometra.
Dodatkowo okręt przenosił komponent lotniczy, w postaci dwóch śmigłowców pokładowych Kaman SH-2 Seasprite, które mieściły się w dwóch hangarach lotniczych.

#### Uzbrojenie w Marynarce Wojennej
W polskiej służbie okręt zasadniczo zachował poprzedni zestaw uzbrojenia, z wyjątkiem liczby i rodzajów środków bojowych. Polska z przyczyn finansowych nie zakupiła pełnej jednostki ognia pocisków przeciwlotniczych dla obu fregat. Wraz z okrętem otrzymano 17 rakietowych pocisków przeciwlotniczych RIM-66E Standard Missile 1 MR Block VI i jeden pocisk ćwiczebny, oraz dwa pociski przeciwokrętowe RGM-84G Harpoon Block 1G. Dopiero w 2006 roku zakupiono dalsze 17 pocisków SM-1MR dla obu fregat, dostarczone w 2010 roku. Nie dokonywano dalszych zakupów pocisków Harpoon, natomiast jesienią 2014 roku oba zostały wycofane w celu utylizacji z powodu wyczerpania resursu (jeden z nich wcześniej w 2008 roku został uszkodzony).
W polskiej służbie starsze amerykańskie torpedy zostały wymienione na nowoczesne torpedy przeciwpodwodne MU-90 Impact kalibru 323,7 mm. Źródło energii torped MU-90 stanowią baterie elektryczne zasilające pędnik wodnoodrzutowy typu pump-jet umożliwiający jej atak z prędkością między 29 do 50 węzłów, na głębokości minimalnej 25 metrów i maksymalnej 1000 metrów. Zasięg torpedy przy prędkości maksymalnej wynosi 11 000 metrów oraz 20 000 metrów przy prędkości minimalnej. Torpedy wyposażone są w aktywno-pasywny układ samonaprowadzania. Układ elektroniczny tych torped zawiera podsystem zdolny do skanowania i profilowania dna w celu wykrywania nieruchomych okrętów podwodnych osadzonych na dnie morskim. Dodatkowo torpedy tego typu wyposażone są w układ kierowania bezwładnościowego oraz posiadają możliwość do śledzenia 10 celów jednocześnie, klasyfikację i dyskryminacje celów oraz pułapek i pozoratorów przeciwtorpedowych.
„Gen. T. Kościuszko” wyposażony jest w starszą wersję systemu CIWS Phalanx Mk 15 Block 0. Dodatkowo zamontowano cztery karabiny maszynowe WKM-B produkcji polskiej, kalibru 12,7 mm. W służbie polskiej fregata wykorzystuje śmigłowce Kaman SH-2G Super Seasprite.

## Służba w US Navy
29 lipca 1978 roku okręt został uroczyście zwodowany i ochrzczony jako USS „Wadsworth”. 2 kwietnia 1980 roku nastąpiło podniesienie bandery w porcie w Long Beach w Kalifornii, zaś pierwszym dowódcą został mianowany Cmdr. John C. Ruff.
12 sierpnia 1980 roku okręt wyruszył w swój pierwszy rejs na w północno-zachodnią część Stanów, odwiedzając przy tym porty w San Francisco, Seattle, Port Townsend, Hood Canal, Victoria oraz Esquimalt.
20 sierpnia 1981 roku na pokładzie „Wadsworth” gościł prezydent Stanów Zjednoczonych Ronald Reagan. W styczniu 1982 roku jednostka opuściła port w Long Beach i wypłynęła po raz pierwszy na Zachodni Pacyfik, odwiedzając porty w Pearl Harbor, Jinhae, Pusan, Subic Bay, Manili i Hongkongu.
3 lutego 1982 roku okręt wizytował Zastępca Sekretarza Marynarki Wojennej John S. Herrington.
4 października 1983 roku fregata wyruszyła na drugi rejs po wodach Zachodniego Pacyfiku, odwiedzając m.in. porty w Pearl Harbor, Guam, Subic Bay, Jinhae, Pusan, Hongkong, Port Moresby, Papua-Nowa Gwinea, Cairns, Mackay, Sydney oraz Auckland.
W miesiącach wrzesień – listopad 1989 roku jednostka wzięła udział w manewrach PACEX 89, największych ćwiczeniach morskich na Pacyfiku od zakończenia II wojny światowej.
28 czerwca 2002 roku po raz ostatni opuszczono banderę na okręcie, tym samym został wycofany ze służby w US Navy i przekazany polskiej Marynarce Wojennej.

### Dowódcy USS „Wadsworth” (FFG-9)
- 2 kwietnia 1980 - 2 kwietnia 1983 – Cmdr. (polski odpowiednik – komandor porucznik) John Crawford Ruff[25]
- 2 kwietnia 1983 - 23 marca 1985 – Cmdr. Robert Frank Hynes[25]
- 23 marca 1985 - 10 marca 1986 – Cmdr. Charles Richard Burchell[25]
- 10 marca 1986 - 18 kwietnia 1987 – Capt. (polski odpowiednik – komandor) Eugene S. Divornick[25]
- 18 kwietnia 1987 - 26 sierpnia 1989 – Cmdr. James E. Taylor[25]
- 26 sierpnia 1989 - 2 listopada 1991 – Cmdr. John W. McGilvray[25]
- 2 listopada 1991 - 19 czerwca 1993 – Cmdr. Charles Scott Johnson[25]
- 19 czerwca 1993 - 14 kwietnia 1995 – Cmdr. William Robert Mason[25]
- 14 kwietnia 1995 - 6 grudnia 1996 – Cmdr. David A. Selecman[25]
- 6 grudnia 1996 - 20 lutego 1998 – Cmdr. Calvin David George Willard[25]
- 20 lutego 1998 - 17 września 1999 – Cmdr. Douglas Ward Keiler[25]
- 17 września 1999 - 23 lutego 2001 – Cmdr. Anthony W. Jiles[25]
- 23 lutego 2001 - 28 czerwca 2002 – Cmdr. Douglas Jay Venlet[25]

## Przekazanie okrętu
W styczniu 1999 roku uzgodniono między rządami Stanów Zjednoczonych oraz Polski, że Polska przejmie od USA dwie fregaty, w celu zaznajomienia Marynarki Wojennej z zachodnim wyposażeniem i standardami oraz zapewnienia jej interoperacyjności z NATO i uczestnictwa w zespołach sił morskich poza Bałtykiem. Do tego czasu Marynarka Wojenna dysponowała tylko jednym dużym okrętem nawodnym – niszczycielem ORP „Warszawa”, jednak nie był on interoperacyjny z innymi jednostkami NATO oraz był jednostką przestarzałą, nie spełniał wymogów współczesnego pola walki. Uzgodniono, że przekazane zostaną dwie fregaty, pochodzące z wcześniejszej serii okrętów typu Oliver Hazard Perry.
Koszt związany z przejęciem obu okrętów, szkoleniem i dostarczeniem wyposażenia oceniano na 100 milionów zł. Pierwszą przejętą jednostką był USS „Clark” (FFG-11), który przed tym pozostawał w rezerwie (Naval Reserve Forces). Natomiast drugą przejętą jednostką USS „Wadsworth” – przyszły ORP „Gen. T. Kościuszko”. Razem z okrętem przejęto pierwsze dwa śmigłowce pokładowe SH-2G – pierwsze maszyny tego typu w Marynarce Wojennej. W odróżnieniu od pierwszego okrętu, „Wadsworth” został przejęty prawie bezpośrednio ze służby czynnej, a nie rezerwy, i pozostawiono na nim lekki pancerz przeciwodłamkowy z kevlaru chroniący najważniejsze pomieszczenia.
USS „Wadsworth”, wraz z pierwszą fregatą, został przekazany stronie polskiej poprzez program Foreign Military Sale (FMS) z finansowaniem pochodzącym z funduszu Foreign Military Financing (FMF), natomiast łączny koszt poniesiony przez Polskę w związku z ich przejęciem (usługi, części, naprawy) był stosunkowo niewielki i wyniósł 15,9 miliona USD. Początkowo zamiast FFG-9 przejęty miał być USS „Sides” (FFG-14), lecz ostatecznie zdecydowano przekazać USS „Wadsworth”. Przejmowanie okrętu i szkolenie załogi rozpoczęło się 30 kwietnia, zaś 28 czerwca 2002 roku na podstawie umowy między rządami Stanów Zjednoczonych oraz Rzeczypospolitej Polskiej nastąpiło podniesienie bandery Marynarki Wojennej na okręcie w bazie morskiej San Diego w Kalifornii. W uroczystości wzięli udział – obok przedstawicieli władz i flot obu krajów – liczni polscy kombatanci zamieszkali w USA. Pełniącym obowiązki dowódcy został kmdr ppor. Krzysztof Maćkowiak, poprzedni dowódca ORP „Warszawa”.
Siostrzanym okrętem w polskiej Marynarce Wojennej jest ORP „Gen. K. Pułaski” (numer burtowy 272), służący wcześniej w marynarce amerykańskiej jako USS „Clark”. Oba okręty wchodzą w skład dywizjonu Okrętów Bojowych 3. Flotylli Okrętów.
Po procedurze przyjęcia okrętu do służby w Polsce, zdecydowano, że „Kościuszko” wraz z bliźniaczym „Pułaskim” zostaną poddane modernizacji zgodnie z procedurami programu FMS.

## Służba w Marynarce Wojennej

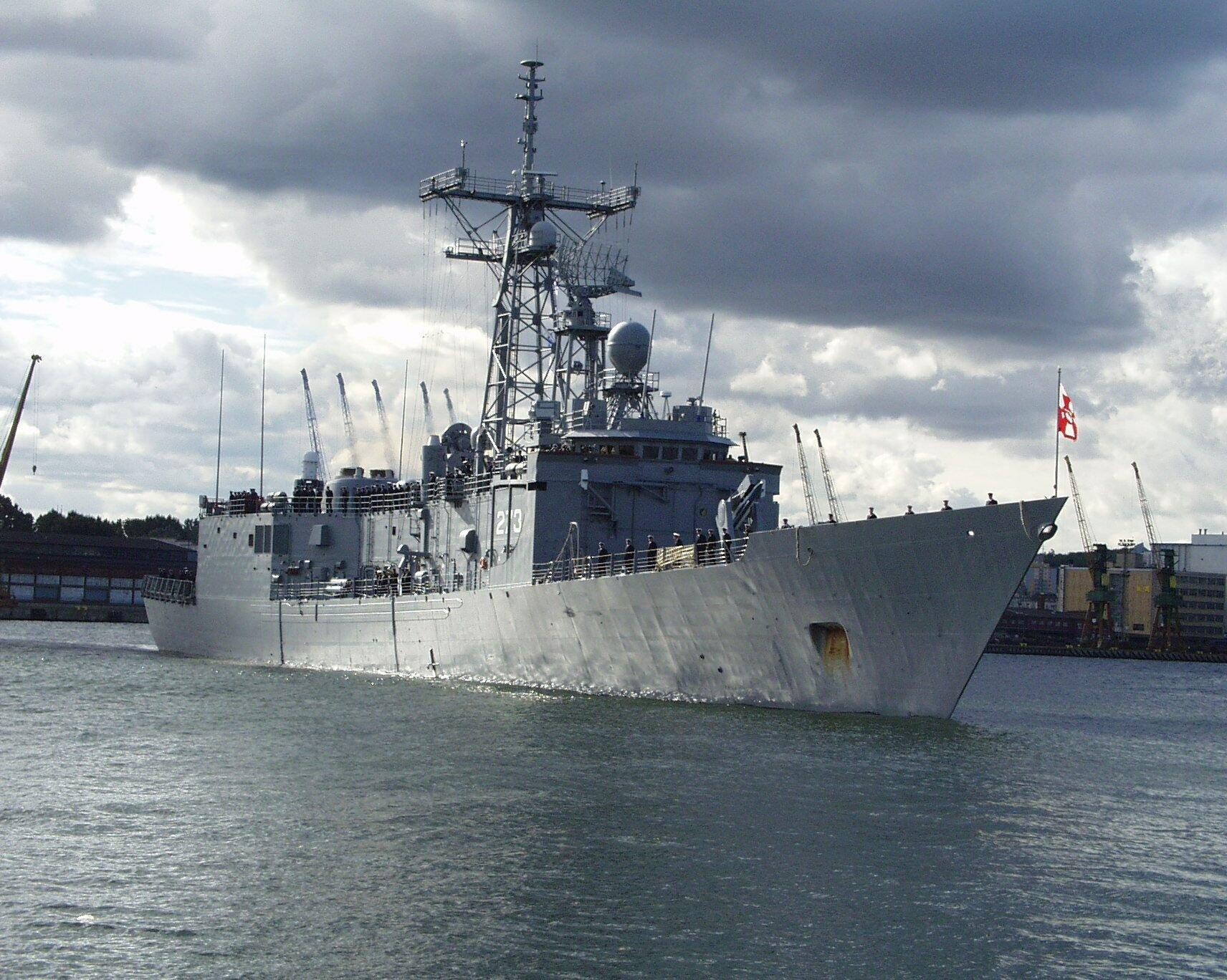
ORP „Gen. T. Kościuszko” w małej gali banderowej wypływa z portu w Gdyni

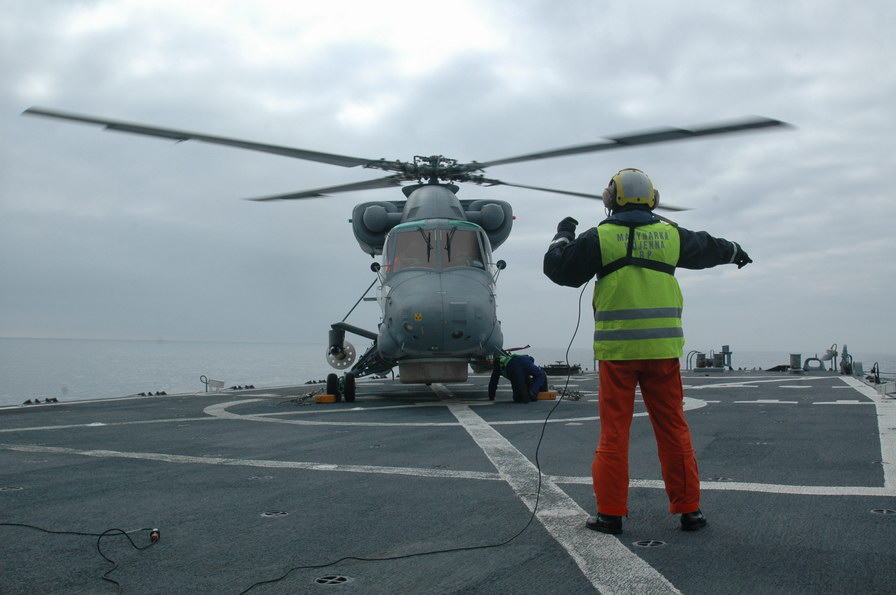
Śmigłowiec pokładowy SH-2G na pokładzie ORP „Gen. T. Kościuszko” podczas ćwiczeń NATO Noble Mariner 2007

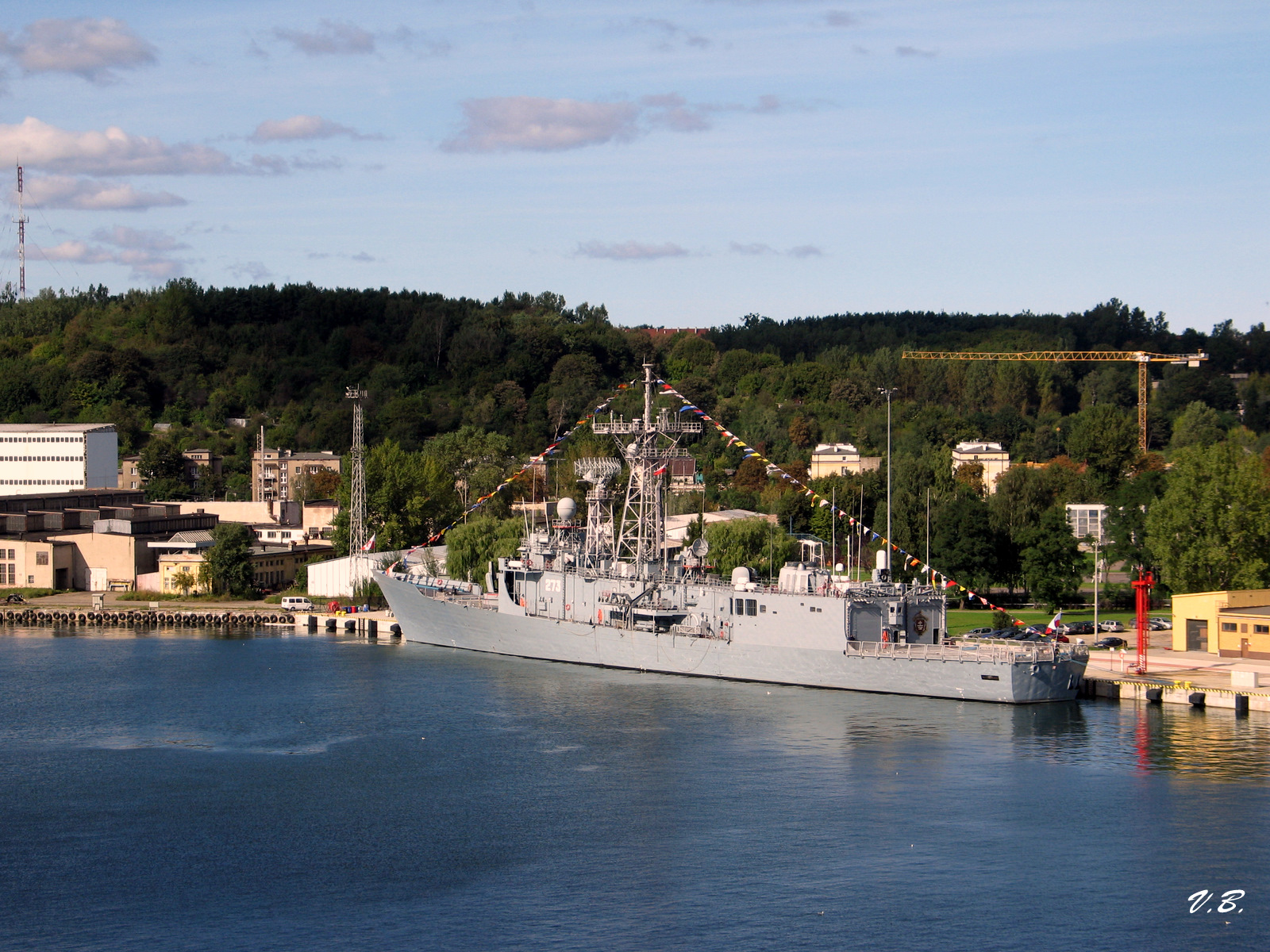
Fregata „Kościuszko” w wielkiej gali banderowej w PW Gdynia (2010)

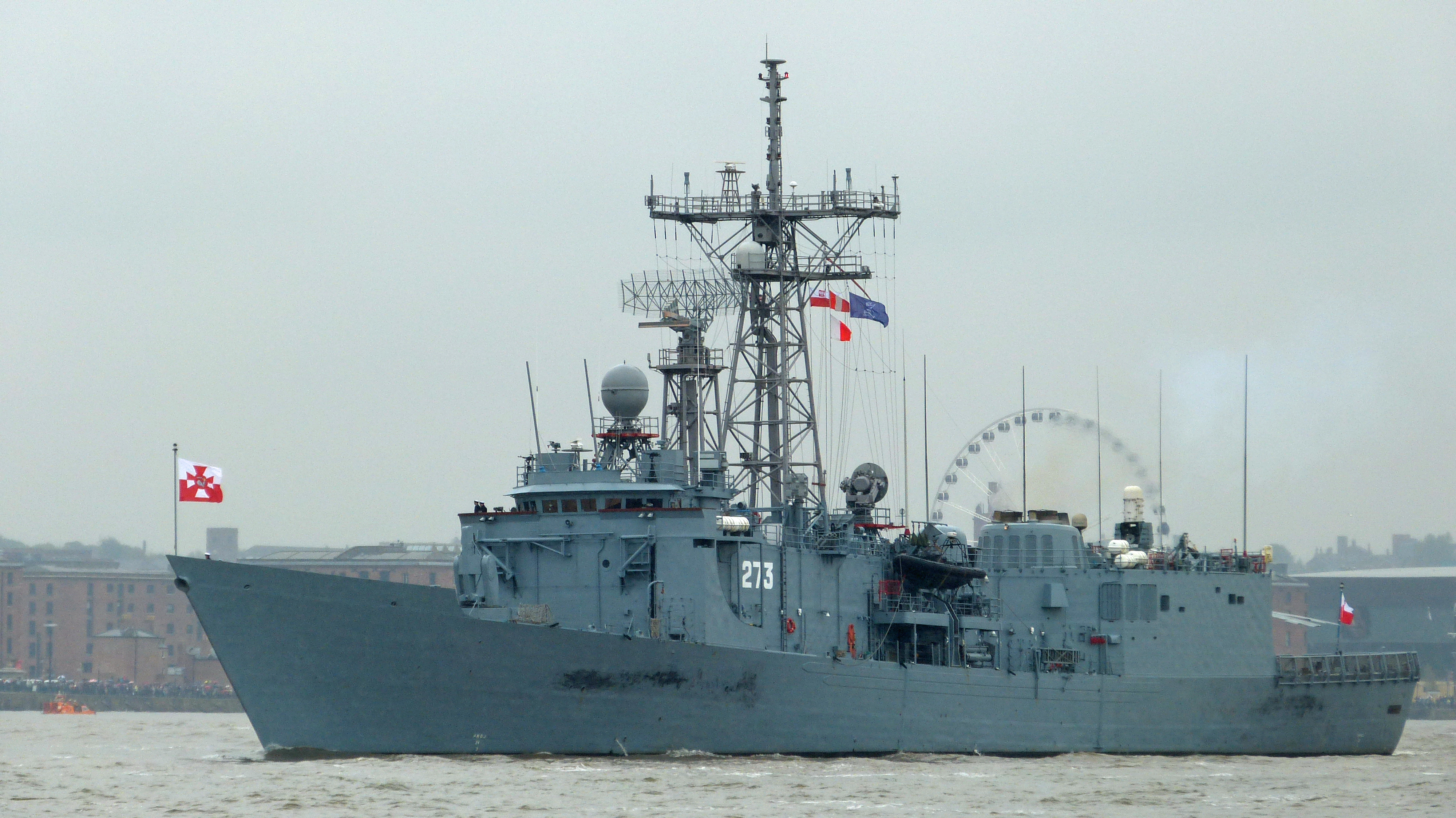
„Kościuszko” w 2013

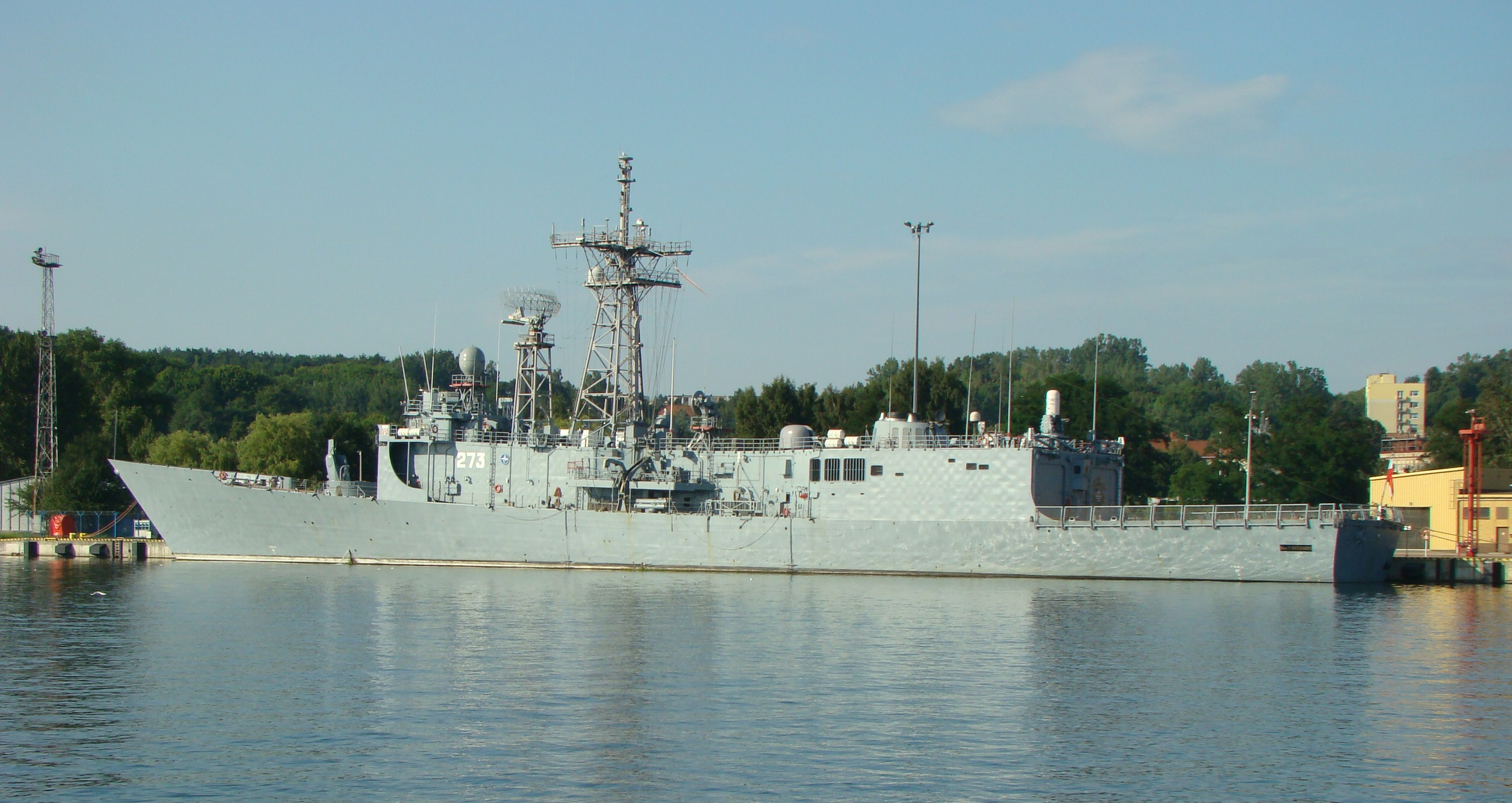
ORP „Gen. T. Kościuszko” w Porcie Wojennym w Gdyni (2017)

Głównym przeznaczeniem fregaty rakietowej ORP „Gen. T. Kościuszko” jest poszukiwanie i zwalczanie okrętów podwodnych, zwalczanie środków napadu powietrznego, zwalczanie okrętów nawodnych i statków oraz ich zespołów, osłona własnych okrętów i statków oraz ich zespołów, patrolowanie i osłona strategicznych szlaków komunikacyjnych oraz zwalczanie celów powietrznych na dużych i średnich dystansach. Jednostka jest przygotowana do prowadzenia operacji reagowania kryzysowego, zapobiegania konfliktom lokalnym i przeciwdziałania atakom terrorystycznym.
Po podniesieniu bandery 28 czerwca 2002 roku w San Diego okręt z numerem taktycznym 273, jeszcze bez nadanego imienia, wyruszył do Polski, stał się pierwszym okrętem polskim, który przepłynął przez Kanał Panamski. Po drodze, 8 lipca fregata rakietowa 273 wzięła udział w akcji ratowniczej panamskiego kutra rybackiego. Marynarze udzielili rybakom pomocy medycznej, naprawili silnik uszkodzonej jednostki, odholowali ją do wybrzeży Panamy i przekazali kuter rybacki jednostce panamskich sił morskich. Dostarczyli także załodze kutra wodę i jedzenie, gdyż przez 6 dni jednostka dryfowała pozbawiona napędu, zapasów wody i pożywienia oraz miała uszkodzoną łączność.
Fregata 273 przybyła do Gdyni 27 września 2002 roku. Nazwę ORP „Gen. T. Kościuszko”, w takim brzmieniu, nadano okrętowi 25 października 2002 roku. Matką chrzestną została Aleksandra Miller, żona ówczesnego premiera Leszka Millera.
W dniach 5-20 czerwca 2003 roku okręt brał udział w międzynarodowych ćwiczeniach Baltops 03, wraz z: trałowcami ORP „Śniardwy” i ORP „Wigry”, okrętem podwodnym ORP „Sęp” oraz okrętem transportowo-minowym ORP „Gniezno”.
W 2005 roku okręt reprezentował polską Marynarkę Wojenną w obchodach 200. rocznicy bitwy pod Trafalgarem. W 2007 roku był jednym z flagowych okrętów manewrów NATO o kryptonimie NOBLE MARINER 07. Dwukrotnie wziął udział w największych na Bałtyku manewrach międzynarodowych Baltops. Jednostka uczestniczyła także w serii ćwiczeń typu Passex, m.in. z flagowym okrętem Royal Navy HMS „Bulwark” oraz z fregatami USS „Carr” (FFG-52) należącej do US Navy i „De Grasse” Marine nationale, a także w ćwiczeniach z samolotem wczesnego ostrzegania AWACS.
Od 14 do 24 maja 2007 roku okręt uczestniczył w dużych ćwiczeniach sił morskich NATO pod kryptonimem Noble Mariner '07, które odbyły się na wodach Bałtyku, Cieśnin Duńskich i Morza Północnego. Polski kontyngent morski prócz fregaty „Kościuszko” stanowiły: niszczyciel min ORP „Czajka”, okręt podwodny ORP „Kondor”, okręt ratowniczy „Piast”, trałowce „Necko”, „Drużno” i „Resko”, kuter ratowniczy „Zbyszko” i holownik H-8.
W kwietniu 2008 roku fregata ćwiczyła wraz ze śmigłowcami pokładowymi z Brygady Lotnictwa Marynarki Wojennej loty na radiolokacyjne wskazywanie celów oraz w operacjach z wykorzystaniem dźwigu pokładowego.
W 2011 roku jednostka uczestniczyła w manewrach Baltops 2011, wraz z okrętem podwodnym ORP „Kondor”, trałowcami ORP „Gardno”, ORP „Nakło” i ORP „Drużno” oraz śmigłowcem zwalczania okrętów podwodnych Mi-14PŁ. W dniach 29 czerwca – 3 lipca 2011 roku, ORP „Gen. T. Kościuszko”, okręt podwodny ORP „Bielik” oraz trałowiec ORP „Mielno” weszły do szczecińskiego portu w celu wzięcia udziału w uroczystościach związanych z objęciem przez Polskę przewodnictwa w Unii Europejskiej. W dniach 18-19 sierpnia okręt wziął udział w ćwiczeniach typu Passex na wodach Bałtyku wraz z amerykańską fregatą rakietową USS „Carr” (FFG-52). W ćwiczeniu brał udział także okręt podwodny ORP „Kondor” oraz dwa śmigłowce Mi-14PŁ i jeden SH-2G. W dniach od 17 do 19 października fregata ćwiczyła współdziałanie ze śmigłowcem pokładowym oraz poszukiwanie i zwalczanie okrętów podwodnych.
W dniach 15-17 lutego 2012 roku ORP „Gen. T. Kościuszko”, wraz z bliźniaczą fregatą ORP „Gen. K. Pułaski” uczestniczył w manewrach z brytyjskim ówczesnym okrętem flagowym HMS „Bulwark” na wodach Bałtyku. W kwietniu okręt uczestniczył w manewrach Okrętowej Grupy Zadaniowej 3. FO wraz z bliźniaczą jednostką „Pułaski”, okrętami rakietowymi ORP „Orkan” i „Piorun” oraz okrętem ratowniczym ORP „Piast”.
Okręt w 2013 roku jednostka wzięła w manewrach Spontex 2013.
23 czerwca 2014 roku na Zatoce Gdańskiej, okręt zbliżył się na odległość około 50 metrów do trąby wodnej unoszącej się nad powierzchnią morza.
We wrześniu 2015 roku okręt uczestniczył w międzynarodowym ćwiczeniu Northern Coasts 2015, wraz z korwetą ORP „Kaszub”, okrętem rakietowym ORP „Grom”, okrętem dowodzenia ORP „Kontradmirał Xawery Czernicki” oraz trałowcami ORP „Resko”, ORP „Dąbie” i ORP „Bukowo” na wodach Morza Bałtyckiego.
W sierpniu 2016 roku okręt wziął udział w ćwiczeniach typu Passex waz z okrętami Japońskich Morskich Sił Samoobrony: dwoma okrętami szkolnymi „Kashima” (TV 3508)  i „Shirayuki” (TV 3517) oraz niszczycielem „Isoyuki” (DD 127), będąc jednocześnie pierwszym polskim okrętem, który ćwiczył z jednostkami floty japońskiej.
We wrześniu 2016 roku załoga „Kościuszki” wróciła wraz z komponentem lotniczym w postaci śmigłowca SH-2G z Brygady Lotnictwa Marynarki Wojennej oraz pododdziałem Wojsk Specjalnych pod dwóch miesiącach misji w ramach Stałego Zespołu Okrętów NATO Grupa 2 (SNMG-2). Jednym z jego głównych zadań było przeciwdziałanie nielegalnemu przemytowi ludzi i sprzętu techniki wojskowej drogą morską. W czasie misji okręt odwiedził następujące porty: Rota, Augusta, Konstanca, Pireus, Suda, La Valetta, Lizbona. Po powrocie z misji okręt trafił na remont, gdzie między innymi dotychczasową armatę OTO Melara Mk 75 wymieniono na nową, z powodu jej znacznego zużycia technicznego.
W lutym 2017 roku fregata uczestniczyła w manewrach NATO TG-17 na wodach Morza Północnego i Morza Norweskiego i odwiedziła 4 lutego port Bergen. Fregata ćwiczyła w towarzystwie okrętów Sjøforsvaret, Royal Navy, Koninklijke Marine oraz Kongelige Danske Marine. Wśród nich znalazły się m.in. okręty wchodzące w skład zespołu SNMG-1.
W 2018 roku okręt wraz z ORP „Bałtyk” wziął udział w manewrach Dynamic Mongoose 2018 na wodach Atlantyku.
W 2019 roku została podpisana umowa z PGZ Stocznia Wojenna, na remont fregaty, w ramach której na okręcie zamontowano m.in. nowe urządzenia nawigacyjne. Okręt od lipca 2019 roku przechodził remont. W dniach 2-4 marca 2022 roku fregata wyszła w morze na próby po przedłużającym się remoncie. Zgodnie z początkowymi planami, prace na okręcie zakończyć się miały w 2020 roku, jednak te trwały aż do marca 2022 roku. Ostatecznie 25 marca 2022 roku fregata powróciła do czynnej służby.
Od 1 stycznia do 30 czerwca 2023 roku okręt pełnił dyżur w siłach Stałego Zespołu Okrętów NATO Grupa 1 (SNMG-1), rozpoczynając misję 6 stycznia w Den Helder.

### Dowódcy ORP „Gen. T. Kościuszko”
- 2002 - 2004 – kmdr por. Krzysztof Maćkowiak[62]
- 2004 - 2007 – kmdr por. Marek Poliński[63]
- 2007 - 2008 – kmdr por. Wojciech Kamiński[63]
- 2008 - 2011 – kmdr por. Piotr Solarczyk[63]
- 2011 - 2016 – kmdr por. Grzegorz Mucha[63]
- 2016 - 2021 – kmdr por. Maciej Matuszewski[63]
- 2021 - obecnie (2023) – kmdr por. Maciej Pałacha[3][61]

## Okręt w kulturze
ORP „Gen. T. Kościuszko”, jeszcze pod banderą amerykańską jako USS „Wadsworth”, zagrał w filmie Polowanie na Czerwony Październik amerykański okręt USS „Reuben James”. Ówcześnie noszony przez jednostkę numer burtowy 9 jest wyraźnie widoczny na paru ujęciach.